# Préhistoire des Balkans

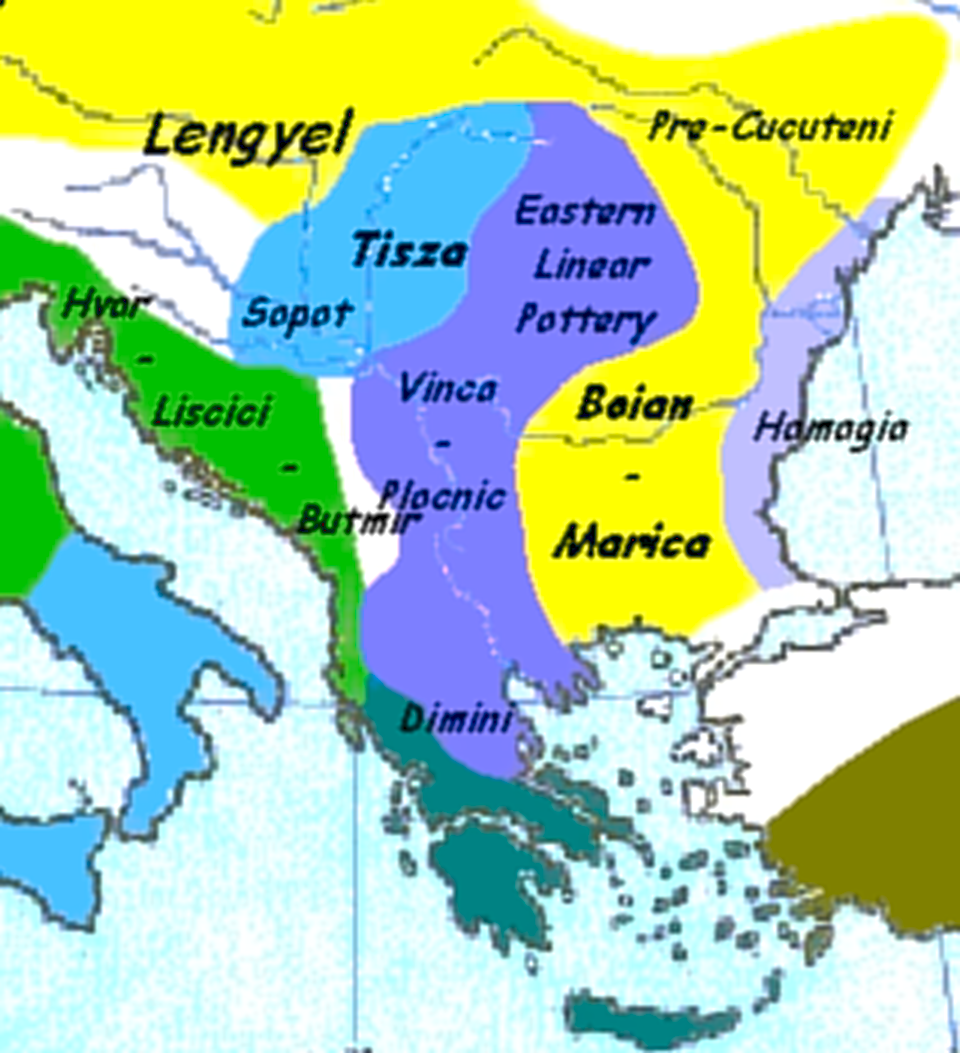
Cultures archéologiques d'Europe du sud-est au Néolithique

La préhistoire de l'Europe du Sud-Est couvre le territoire de la péninsule balkanique élargie (ou Europe du Sud-Est), à savoir les territoires des pays actuels d'Albanie, de Bosnie-Herzégovine, de Bulgarie, de Croatie, de Grèce, du Kosovo, de Macédoine du Nord, de Roumanie, de Moldavie, de Serbie et de Thrace orientale. Elle s'ouvre avec la première trace laissée par l'Homme dans la région, il y a environ 1,5 million d'années (Ma), à Kozarnika, en Bulgarie, et s'achève avec l'apparition des premiers documents écrits en Grèce, au VIIIe siècle av. J.-C. (Époque archaïque).
Le Néolithique fait son apparition dans la région à partir d'environ 6400 av. J.-C. avant de s'étendre progressivement vers l'Ouest.
À l'Âge du cuivre, la culture de Gumelnița-Kodjadermen-Karanovo se caractérise par un développement exceptionnel de la métallurgie.

## Paléolithique archaïque
Dans les couches profondes de la grotte de Kozarnika, en Bulgarie, datées de 1,6 à 1,4 million d'années par le paléomagnétisme et la paléofaune, les archéologues ont découvert une molaire humaine, considérée comme le plus ancien vestige fossile humain connu à ce jour en Europe. Elle est associée à une industrie lithique à éclats de type oldowayen. On a trouvé un peu plus haut dans la séquence stratigraphique des ossements fossiles d'animaux de plus d'un million d'années portant des incisions régulières, qui pourraient être les plus anciens témoignages connus de comportement symbolique humain.

## Paléolithique moyen
À Kozarnika, les couches du Paléolithique moyen, datées d'environ 300 000 à 50 000 ans AP, ont livré des nucléus Levallois, des racloirs et de rares  pointes moustériennes, présentant des affinités avec l'est des Balkans, ainsi que quelques pointes foliacées bifaciales. Ces industries sont possiblement liées à la présence de groupes de Néandertaliens.

## Paléolithique supérieur
Au début du Paléolithique supérieur, il y a 45 000 ans, l'Europe est peuplée par Homo sapiens. La migration en Europe a probablement suivi deux routes principales: le long de la Méditerranée et le long du couloir fluvial du Danube. Les montagnes des Carpates dans la Roumanie actuelle sont situées à proximité de la deuxième route suggérée, et certains des plus anciens restes d'hommes anatomiquement modernes d'Europe ont été trouvés dans cette région. Les vestiges trouvés dans des grottes du sud-ouest de la Roumanie, tels que « Peștera cu Oase », « Peștera Muierilor » ou « Peștera Cioclovina Uscată », font partie de la poignée d'individus anatomiquement modernes européens âgés de plus de 30 000 ans qui ont été découverts à ce jour. Les vestiges humains trouvés dans la grotte de Bacho Kiro, en Bulgarie, datés par le carbone 14 entre 46 790 et 42 810 ans avant le présent (AP), en font le plus ancien site connu du peuplement moderne de l'Europe,.
Comme dans le reste de l'Europe, Homo sapiens entre en contact avec des populations de Néandertaliens en déclin et les remplace.
Les couches du Paléolithique supérieur de la grotte de Kozarnika ont livré les plus anciens assemblages d'outils lithiques gravettiens connus en Europe, datés de 43 000 à 39 000 ans AP. Le Gravettien, produit par Homo sapiens, parvient en Europe de l'Ouest vers 31 000 ans AP, où il succède progressivement à l'Aurignacien.
Au plus fort de la glaciation de Würm, vers 20 000 ans AP, une grande partie de l'Europe est dépeuplée. Elle est recolonisée à partir d'environ 17 000 ans AP depuis les péninsules refuges d'Espagne, d'Italie et des Balkans. Une étude de 2022 a montré que les chasseurs-cueilleurs d'Europe du sud-est étaient séparés génétiquement des chasseurs-cueilleurs d'Europe centrale et occidentale depuis environ 20 000 ans.

## Mésolithique
Au Mésolithique, à partir de 11 700 ans AP, les populations conservent un mode de vie semi-nomade. Cependant l'abondance et la diversité des ressources par rapport à l'âge glaciaire favorisent des déplacements sur des territoires plus restreints, selon des rythmes saisonniers. L’emploi de l’arc et de la flèche, en particulier, se généralise sur le continent européen.
La fin du Mésolithique est caractérisée par le passage d'une économie de chasse et de cueillette à une économie 
agro-pastorale. Le Mésolithique s'achève avec le début de la culture d'Argissa en Thessalie, vers 6400 av. J.-C.

## Néolithique

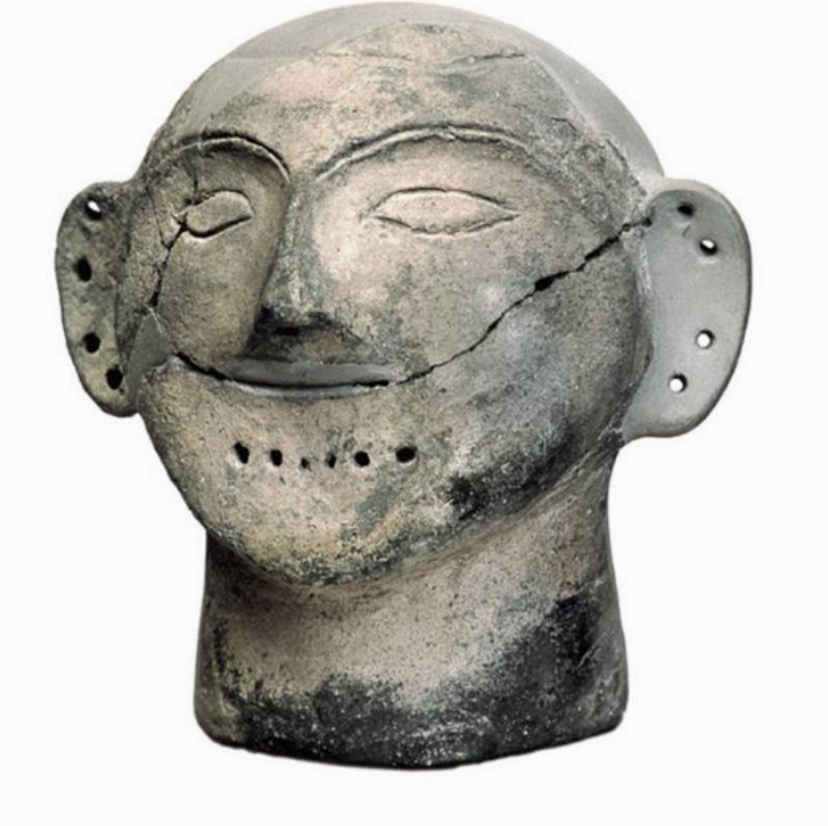
Tête d'argile grandeur nature, culture de Hamangia, 4500-4000

L'agriculture et l'élevage ont été apportés en Europe par des populations venues d'Anatolie, qui se sont établies en Grèce et dans les Balkans à partir d'environ 6700 av. J.-C., avant de s'étendre progressivement vers l'Ouest. Les deux courants principaux de néolithisation de l'Europe sont issus d'une seule et même source commune ayant connu un mélange mineur avec les chasseurs-cueilleurs rencontrés sur le chemin, probablement dans les Balkans, en amont de leur séparation vers un courant danubien et un courant méditerranéen. Il existe ainsi des preuves directes de mélange entre les deux groupes dans les gorges du Danube en Serbie.
Le courant danubien correspond à l’extension progressive vers l’Ouest de la culture rubanée. Ce courant est issu des Balkans, notamment du nord de la Serbie (site de Lepenski Vir) et de la Bulgarie, et du sud de la Roumanie, autour de 5800 av. J.-C..
Les cultures archéologiques du bassin inférieur du Danube ont fourni la base génétique des premiers agriculteurs d'Europe centrale. Ainsi, la culture de Starčevo (-6200 à -5600) du début du néolithique est un jalon majeur de la néolithisation de l'Europe centrale. Sur le site de Lepenski Vir, il existe une phase d'interaction pendant laquelle les populations de chasseurs-cueilleurs et d'agriculteurs utilisent le site simultanément. Cette phase est appelée phase de transformation et est caractérisée notamment par l'apparition de statues à forme de poisson. Petit à petit, les caractères agricoles augmentent sur le site jusqu'à la période pleinement Néolithique entre 5 950 et 5 550 av. JC,.
Par la suite, les analyses génétiques soutiennent une diffusion des agriculteurs danubiens dans l'ouest de la Hongrie, qui figure sur le couloir de l'expansion néolithique vers l'Ouest.
Le second courant, la culture de la céramique imprimée, apparaît dans le site de Sidari sur l'île grecque de Corfou dans la mer Ionienne vers 6 200 av. J.-C., puis à partir de 6000-5900 av. J.-C. dans des sites du sud de la Dalmatie, ainsi qu'en Albanie.

### Âge du cuivre

Néolithique moyen en Europe.

Au cours des cinquième et quatrième millénaires avant notre ère, des changements technologiques et sociaux majeurs se produisent en Europe du Sud-Est qui transforment profondément les sociétés préhistoriques. La production de métal constitue l'une des innovations les plus importantes; le cuivre est extrait, fondu et utilisé pour fabriquer des haches, des bijoux et de petits outils. La découverte de la nécropole de Varna (4600-4300 AC) sur la côte de la mer Noire a notamment conduit à une réévaluation des inégalités sociales dans la préhistoire humaine, avec de grandes quantités d'or et d'autres symboles de pouvoir et de richesse suggérant des niveaux sans précédent de stratification sociale. De nombreux tells sont les témoins des établissements qui ont émergé au cours de l'âge du cuivre (CA, 4900-3800 AC), impliqués dans l'exploitation proto-industrielle du cuivre, de l'or et du sel. Ils mettent en évidence cette organisation sociale avancée et l'épanouissement d'activités sociales, politiques, économiques et artisanales. Les sites de tells éminents incluent Mound Măgura Gorgana près de Pietrele sur le Bas-Danube en Roumanie, associé à la culture de Gumelniţa et Tell Yunatsite (en) en Bulgarie, associé à la culture de Karanovo, ont été occupés pendant plusieurs siècles.

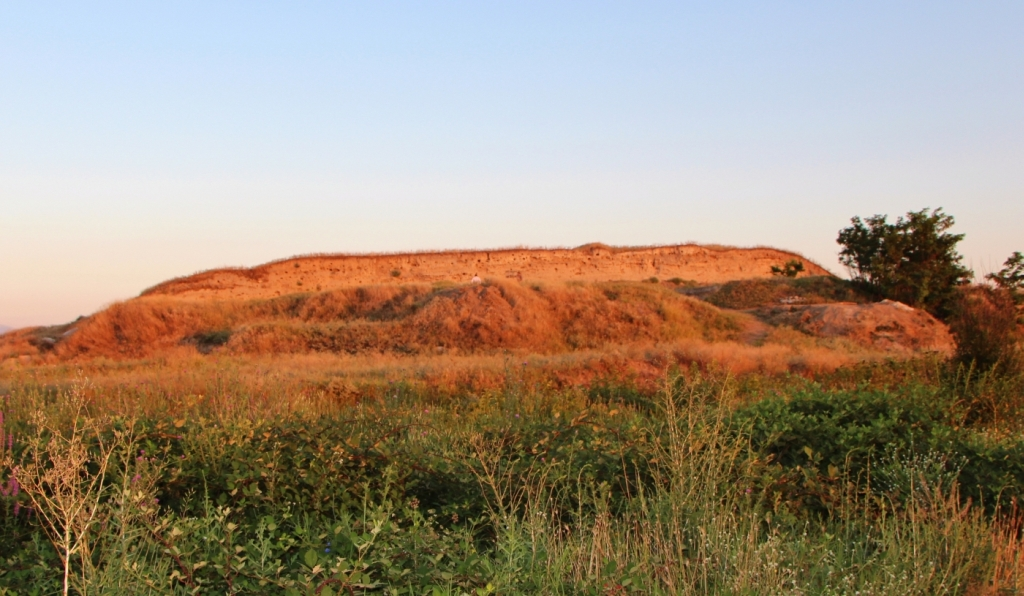
Tell Yunatsite, culture de Karanovo, Bulgarie.

À partir d'environ 4600 avant notre ère, la similitude et le développement continu de la culture matérielle et de l'échange de matières premières dans le soi-disant complexe Gumelniţa – Kodžadermen – Karanovo VI dans le sud de la Roumanie (Gumelniţa), le nord de la Bulgarie (Kodžadermen) et la Thrace (Karanovo) indiquent une connectivité transrégionale et suggèrent un réseau sociopolitique relativement stable. Par conséquent, l'abandon à peu près simultané des nombreux sites et cimetières vers 4250/4200 AC demeure énigmatique. Les circonstances sous-jacentes ne sont pas claires et pourraient avoir impliqué l'épuisement des ressources, la détérioration des sols et peut-être aussi des conflits violents, comme en témoigne l'horizon de destruction du site de Tell Yunat. Historiquement, cette disparition est généralement associée à l'arrivée de nouveaux groupes de la steppe. Néanmoins, l'activité de peuplement au cours des siècles suivants reste rare dans toute la région occidentale de la mer Noire, indiquant un millénaire « sombre » avec, par exemple, une recolonisation du site de Yunatsite qui n'a été effective que 1 000 ans plus tard, au début de l'âge du bronze (EBA).

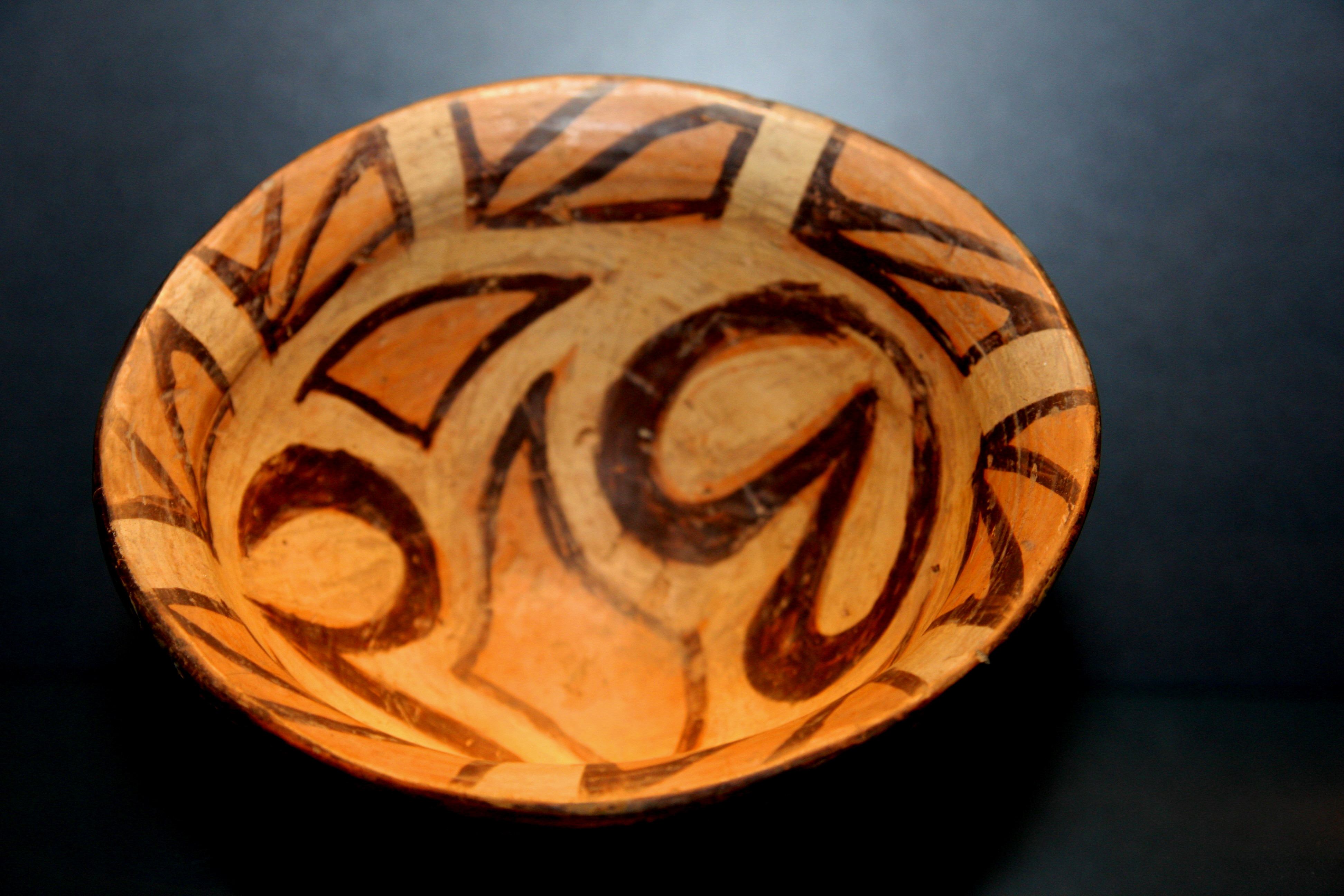
Céramique peinte de Cucuteni

Après la fin de l'âge du cuivre, le centre de l'activité de peuplement se déplace plus au nord-est vers la région forêt-steppe, où d'énormes colonies, avec des milliers de maisons, les soi-disant mégasites du complexe Cucuteni-Trypillia (vers 4100-3800 AC), ont émergé. Cette région du nord-ouest de la mer Noire représente une zone d'interaction entre les groupes associés à l'agriculture de la fin de l'âge du cuivre et ceux de la région steppique adjacente avec des conditions écogéographiques différentes. Les innovations continues accroissent la mobilité humaine et l'exploration de terres jusque-là inaccessibles aux modes de vie agraires, comme cela se pratiquait dans les régions du Sud-Est de l'Europe et du sud du Caucase depuis de nombreux millénaires. Les cultures de Cernavodă I (vers 4000-3200 av. J.-C.) et d'Usatovo (3600/3500-3200/3100 AC) dans la région nord-ouest de la mer Noire ont joué un rôle majeur dans l'échange est-ouest entre le Danube et le bas Dniepr et ces formations, bien que vraisemblablement indigènes, ont reçu de fortes contributions de la tradition trypillienne.
Dès 3500 av. J.-C., dans la phase tardive de la culture de Cucuteni-Trypillia, des populations issues de la culture Yamna s'installent dans les territoires agricoles d'Europe de l'Est. On observe ainsi une période de contacts continus et de mélanges progressifs entre les éléments venant de la steppe et les populations locales. Se produit une augmentation concomitante de l'activité de peuplement pour la première fois depuis la disparition des colonies de l'âge du cuivre dans la région des Balkans orientaux. Les tumulus, associés au complexe culturel Yamna, apparaissent fréquemment et s'étendent le long de la vallée du Danube dans le bassin des Carpates au cours du troisième millénaire avant notre ère. En Voïvodine, au nord de la Serbie, deux tumulus datés entre 3.000 et 2.900 avant notre ère abritent quatre chambres funéraires typiques de la culture Yamna. Elles sont considérées comme les traces les plus occidentales témoignant de l'expansion de cette population nomade.
D'un point de vue génétique, l'Europe du sud-est est caractérisée par une certaine hétérogénéité en raison de la conservation de la composante chasseurs-cueilleurs dans certaines populations des Balkans jusqu'à l'Âge du Bronze. Ainsi les individus du site chalcolithique de Bodrogkeresztúr en Hongrie possèdent 12 % d'ascendance chasseur-cueilleur et ceux des sites de l'Âge du Bronze de Cârlomăneşti, Ploiești et Târgșoru Vechi en Roumanie entre 24 et 30 %. Ces résultats suggèrent une préservation substantielle de cette ascendance dans le nord des Balkans après l'arrivée des fermiers d'Anatolie et des pasteurs des steppes. La présence de ces groupes de chasseurs-cueilleurs restants dans diverses régions non agricoles, par exemple, les hautes terres ou les zones densément boisées et les zones humides indique une mosaïque d'ascendances plutôt qu'un âge du cuivre et un âge du bronze précoce génétiquement uniformes. Ce pourcentage élevé contraste avec le sud des Balkans où aucune population du Néolithique ou de l'Âge du Bronze ne possède autant d'ascendance chasseur-cueilleur. Cette hétérogénéité est également mise en évidence par la composante chasseurs-cueilleurs de l'Est (EHG) qui peut être élevée dans certaines populations (31 à 44 % en Moldavie à l'âge du bronze) et plus faible dans d'autres (seulement 4 % chez les Mycéniens).

### Chronologie du Néolithique de la région

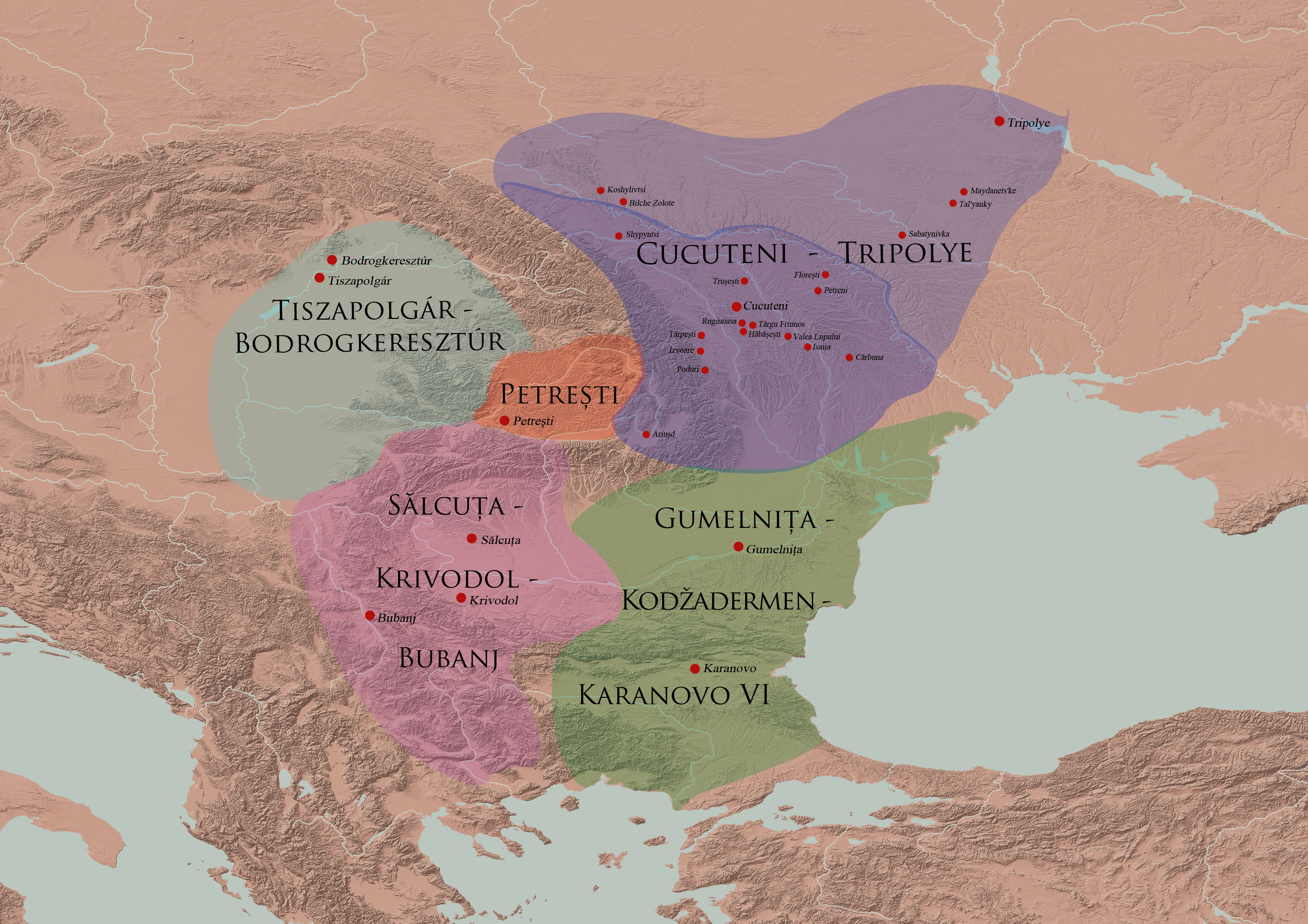
Cultures énéolithiques du sud-est de l'Europe, avec des sites archéologiques majeurs

Parmi les principales cultures archéologiques de la région on peut citer :
- la culture de Karanovo entre 6 200 et 4 000 av. J.-C. ;
- la culture de Butmir entre 5 100 et 4 500 av. J.-C. ;
- la culture de Hamangia au cinquième millénaire avant notre ère ;
- la culture de Vinča, datée de 5 500 à 3 500 ans av. J.-C. ;
- la culture de Cucuteni-Trypillia (environ 5100-2800 avant notre ère), localisée autour du Dniestr, entre les Carpates et le Dniepr, donna naissance aux agglomérations proto-urbaines les plus importantes à l'époque ;
- la culture de Varna, datée environ 4400-4100 avant notre ère ;
- la culture de Cernavodă, datée entre 4 000 et 3 200 ans avant notre ère ;
- la culture d'Usatovo, qui s'est épanouie entre 3500 et 3000 av. J.-C.

## Âge du bronze

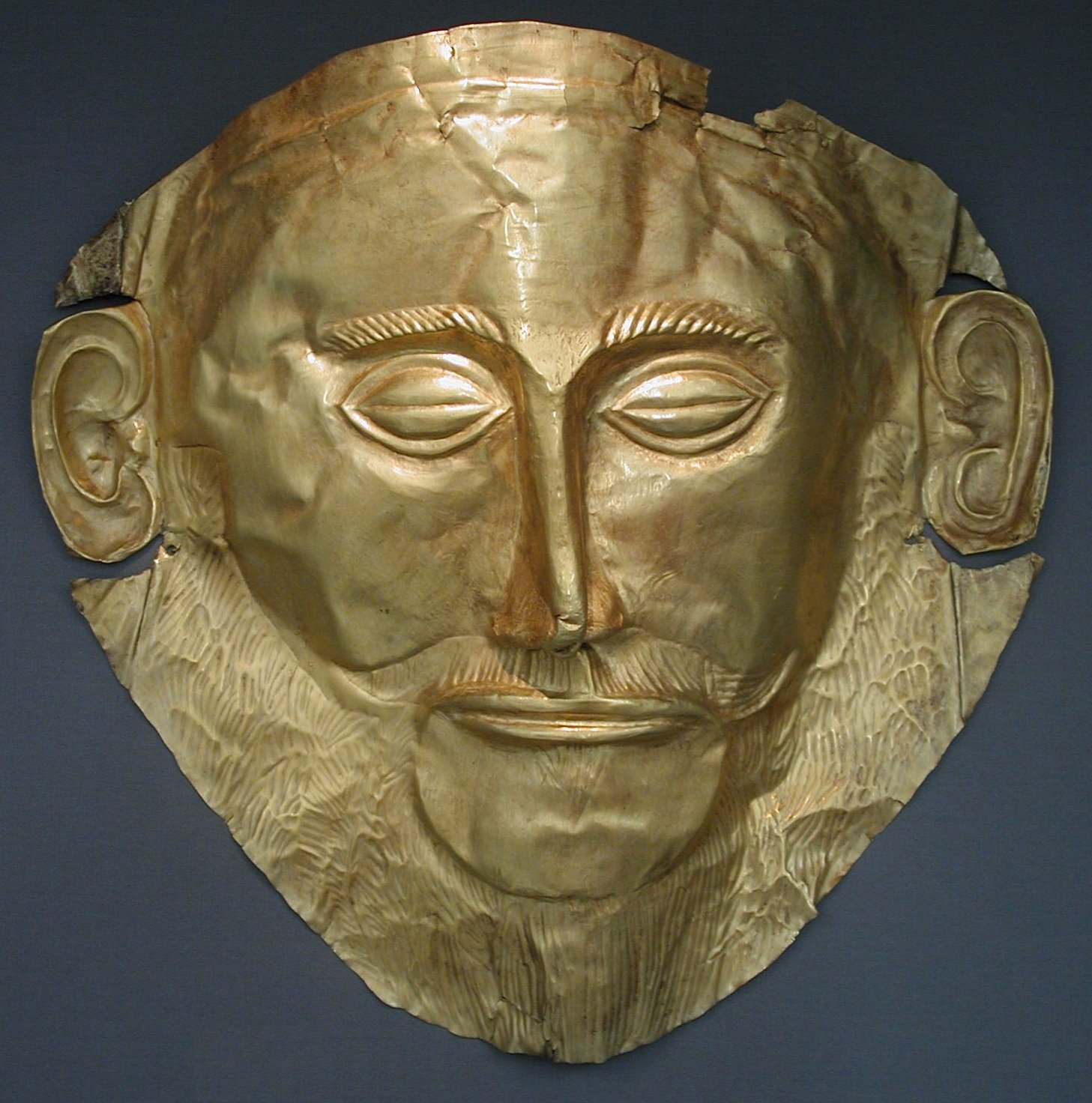
Masque funéraire mycénien en feuille d'or, improprement appelé « masque d'Agamemnon », tombe V du cercle A de Mycènes, musée national archéologique d'Athènes.

L'âge du bronze dans les Balkans est divisé comme suit :
- début de l'âge du bronze : du XXe au XVIe siècle avant notre ère ;
- Âge du bronze moyen : XVIe au XIVe siècle avant notre ère ;
- Âge du bronze tardif : XIVe au XIIIe siècle avant notre ère.

L'âge du bronze commence dans l'aire gréco-égéenne vers 2800 av. J.-C., en Crète, avec la civilisation minoenne, en Grèce continentale, avec l’Helladique, par exemple à Lerne, dans le Péloponnèse, et dans les Cyclades avec la culture des Cyclades.
Le « complexe de l'Est des Balkans » (Karanovo VII, culture Ezéro) couvre toute la Thrace (la Bulgarie moderne). Les cultures de l'âge du bronze des Balkans centraux et occidentaux sont moins clairement définies et s'étendent jusqu'à la Pannonie, les Carpates et la Hongrie.
Au Nord de cette région, les premiers « champs d'urnes » peuvent être identifiés dans le centre de la Hongrie, parmi les communautés tell de la fin de la culture Nagyrév / Vatya, vers 2000 av. J.-C. À partir du XIXe siècle av. J.-C., le modèle du champ d'urnes est documenté parmi les communautés du nord-est de la Serbie, au sud des Portes de Fer. Lors de l'effondrement ultérieur du système de tell, vers 1500 av. J.-C., le modèle de champ d'urnes se répand dans certaines des régions voisines. L'adoption semble cependant plus radicale dans les plaines Save/Drave/Basse Tisza, tandis qu'en Basse-Autriche et en Transdanubie, elle semble plus progressive et semble avoir fait l'objet de processus de syncrétisme avec les rites traditionnels.
En Grèce, la civilisation mycénienne (1600-1100 av. J.-C.) offre les premières traces écrites de la langue grecque, mais sous la forme de simples relevés comptables. La Grèce mycénienne est dominée par une société d'élite guerrière. Cette civilisation est notamment caractérisée par ses palais-forteresses, ses différents types de poterie peinte, que l'on retrouve tout autour de la mer Égée.

## Âge du fer

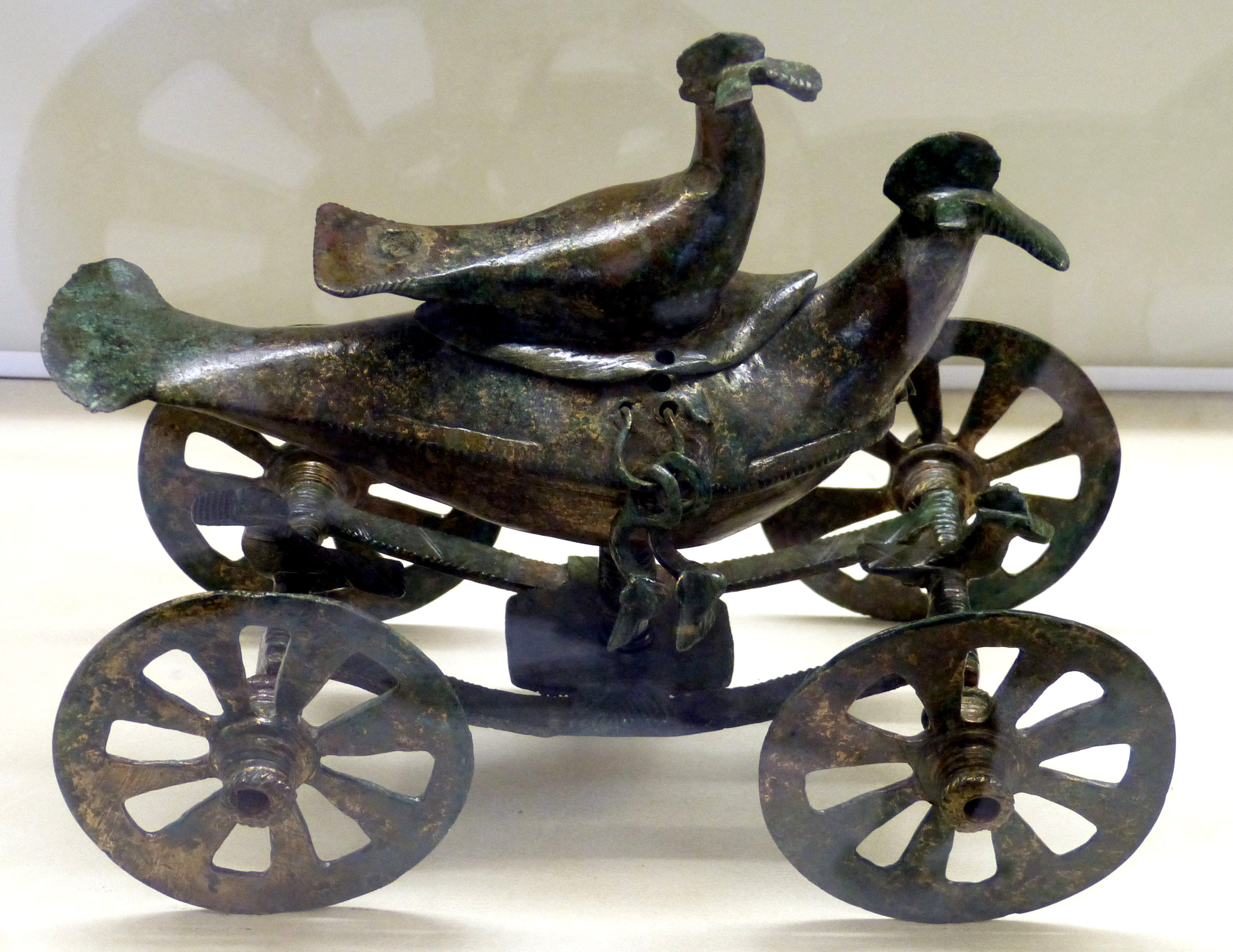
Chariot cultuel avec des oiseaux de Bandin-Odzak (Bosnie). Muséum d'histoire naturelle, Vienne

L'Âge du fer émerge en Grèce progressivement au cours du XIIIe siècle av. J.-C.
Le début du premier âge du fer (vers 800-450 av. J.-C.) dans le sud-est de l'Europe est caractérisé par un certain nombre de changements sociaux importants. Dans de nombreux cas, ces développements semblent avoir été liés à l'intensification des contacts et des échanges entre les communautés situées autour de la partie nord de l'Adriatique et, plus largement, avec les sociétés urbanisées du monde méditerranéen élargi. Ces changements sont marqués dans l'est de la Slovénie, ainsi que dans la zone plus large entre les Alpes orientales et la Pannonie occidentale, par l'émergence de nouveaux centres de population sous la forme de grands forts situés sur des collines associés à de vastes cimetières de tumulus et, dans certains cas, de preuves de travail du fer.
Dans le groupe Dolenjska du début de l'âge du fer du sud-est de la Slovénie et du nord de la Croatie, les rites funéraires passent des inhumations par crémation dans des cimetières plats à l'inhumation, généralement avec plusieurs tombes sous d'importants tumuli en terre et comprenant souvent des quantités importantes de biens funéraires. Ces nouveaux forts et les cimetières associés témoignent de l'émergence de hiérarchies sociales étendues basées sur le contrôle et l'exploitation de la production et du commerce interrégional de produits de base tels que le fer, le sel et l'ambre.
D'un point de vue génétique, les populations de l'âge du bronze moyen et de l'âge du fer d'une vaste région géographique couvrant le nord de la Grèce, la Macédoine du Nord et toute la côte adriatique, y compris la région de l'Albanie moderne, forment un groupe génétique uniforme avec des proportions d'ascendances similaires qui persiste pendant au moins 1 500 ans et transcende les frontières linguistiques identifiées par les auteurs classiques. Cette populations de l'âge du bronze moyen et de l'âge du fer des Balkans avec des niveaux élevés d'ascendance steppique (30 à 40 %) formaient un groupe génétique distinct qui transcendait les sites archéologiques. et les frontières linguistiques. Ce continuum génétique a été rompu dans les Balkans au cours de la période romaine et les Grandes migrations, en raison de l'installation massive de groupes de langue germanique et slave dans la région.